# 路德维希绍
路德维希绍（德語：Ludwigsau）是德国黑森州的一个市镇。总面积111.93平方公里，总人口5656人，其中男性2766人，女性2890人（2011年12月31日），人口密度51人/平方公里。

## 友好城市
- 法國 尚热